# Tignous
Bernard Velhac, mais conhecido por Tignous (Paris, 21 de agosto de 1957 — Paris, 7 de janeiro de 2015), foi um cartunista francês.
Foi assassinado em 7 de janeiro de 2015 no massacre do Charlie Hebdo.

## Obras
- 1991: On s'énerve pour un rien
- 1999: Tas de riches
- 2006: Le Sport dans le sang
- 2008: C'est la faute à la société
- 2008: Le Procès Colonna
- 2010: Pandas dans la brumes
- 2010: Le Fric c'est capital
- 2011: 5 ans sous Sarkozy